# Academy of Ancient Music
L'Acadèmia de Música Antiga (AAM) és una orquestra d'instruments antics amb seu a Cambridge, Anglaterra. Fundada pel clavecinista Christopher Hogwood el 1973. El nom prové d'una organització del segle xviii amb el mateix nom. Els músics toquen en qualsevol dels instruments originals o còpies modernes d'instruments antics amb el que la música va ser composta. Generalment, interpreten música del barroc i del classicisme. L'actual director musical de l'Acadèmia és Richard Egarr.
La seva discografia assoleix més de 300 enregistraments d'obres mestres des de Purcell a Mozart i de Bach a Beethoven. El 2013 van llançar el seu propi segell discogràfic, AAM Records, en el qual hem llançat recentment les Suites per a orquestra i la Passió segons Sant Mateu de Bach.